# Atletiek op de Olympische Zomerspelen 2020 – 800 meter mannen
De 800 meter voor mannen  op de Olympische Zomerspelen 2020 vond plaats op zaterdag 31 juli 2021, zondag 1 en woensdag 4 augustus in het  Olympisch Stadion van Tokio. Titelhouder David Rudisha die dit onderdeel de laatste twee keer had gewonnen, kwam niet in actie in Tokio. De finale werd gewonnen door de Keniaan Emmanuel Korir, die zijn landgenoot Ferguson Rotich en de Pool Patryk Dobek voor bleef.

## Records
Voorafgaand aan het toernooi waren dit het wereldrecord en het olympisch record.
| Wereldrecord     | David Rudisha | 1.40,91 | Londen | 9 augustus 2012 |
| Olympisch record | David Rudisha | 1.40,91 | Londen | 9 augustus 2012 |

## Resultaten

### Series
De eerste drie van elke serie kwalificeerden zich direct voor de halve finales (Q). Van de overgebleven atleten kwalificeerden de zes tijdsnelsten zich ook voor de halve finales (q).

#### Serie 1
| Rang | Baan | Atleet                    | Land | Tijd    | Bijz. |
| ---- | ---- | ------------------------- | ---- | ------- | ----- |
| 1    | 4    | Ferguson Cheruiyot Rotich | KEN  | 1.43,75 | Q     |
| 2    | 7    | Peter Bol                 | AUS  | 1.44,13 | Q, AR |
| 3    | 1    | Elliot Giles              | GBR  | 1.44,49 | Q     |
| 4    | 2    | Abdelati El Guesse        | MAR  | 1.44,84 | q, PB |
| 5    | 5    | Isaiah Jewett             | USA  | 1.45,07 | q     |
| 6    | 8    | Tony van Diepen           | NED  | 1.46,03 |       |
| 7    | 3    | Pol Moya                  | AND  | 1.47,44 | SB    |
| 8    | 6    | Musa Hajdari              | KOS  | 1.48,96 |       |

#### Serie 2
| Rang | Baan | Atleet                   | Land | Tijd    | Bijz. |
| ---- | ---- | ------------------------ | ---- | ------- | ----- |
| 1    | 4    | Marco Arop               | CAN  | 1.45,26 | Q     |
| 2    | 3    | Amel Tuka                | BIH  | 1.45,48 | Q     |
| 3    | 2    | Gabriel Tual             | FRA  | 1.45,63 | Q     |
| 4    | 1    | Pablo Sánchez-Valladares | ESP  | 1.46,06 |       |
| 5    | 7    | Andreas Kramer           | SWE  | 1.46,44 |       |
| 6    | 6    | Oliver Dustin            | GBR  | 1.46,94 |       |
| 7    | 8    | Alex Beddoes             | COK  | 1.47,26 | NR    |
| 8    | 5    | Franck Mbotto            | CAF  | 1.48,26 | NR    |

#### Serie 3
| Rang | Baan | Atleet                 | Land | Tijd    | Bijz. |
| ---- | ---- | ---------------------- | ---- | ------- | ----- |
| 1    | 1    | Clayton Murphy         | USA  | 1.45,53 | Q     |
| 2    | 6    | Daniel Rowden          | GBR  | 1.45,73 | Q     |
| 3    | 2    | Abdessalem Ayouni      | TUN  | 1.45,73 | Q, SB |
| 4    | 8    | Charlie Hunter         | AUS  | 1.45,91 | q     |
| 5    | 4    | Saúl Ordóñez           | ESP  | 1.45,98 |       |
| 6    | 7    | Brandon McBride        | CAN  | 1.46,32 |       |
| 7    | 3    | Melese Nberet          | ETH  | 1.47,80 |       |
| 8    | 5    | James Nyang Chiengjiek | EOR  | 2.02,04 |       |

#### Serie 4
| Rang | Baan | Atleet                | Land | Tijd    | Bijz. |
| ---- | ---- | --------------------- | ---- | ------- | ----- |
| 1    | 8    | Nijel Amos            | BOT  | 1.45,04 | Q     |
| 2    | 6    | Michael Saruni        | KEN  | 1.45,21 | Q     |
| 3    | 7    | Adrián Ben            | ESP  | 1.45,30 | Q     |
| 4    | 5    | Jeff Riseley          | AUS  | 1.45,41 | q     |
| 5    | 2    | Oussama Nabil         | MAR  | 1.45,64 | q     |
| 6    | 1    | Pierre-Ambroise Bosse | FRA  | 1.45,97 | q     |
| 7    | 3    | Ryan Sánchez          | PUR  | 1.47,07 |       |
| 8    | 4    | Thiago André          | BRA  | 1.47,25 |       |

#### Serie 5
| Rang | Baan | Atleet              | Land | Tijd    | Bijz. |
| ---- | ---- | ------------------- | ---- | ------- | ----- |
| 1    | 1    | Jesús Tonatiú López | MEX  | 1.46,14 | Q     |
| 2    | 5    | Eliott Crestan      | BEL  | 1.46,19 | Q     |
| 3    | 7    | Patryk Dobek        | POL  | 1.46,59 | Q     |
| 4    | 3    | Mark English        | IRL  | 1.46,75 |       |
| 5    | 4    | Benjamin Robert     | FRA  | 1.47,12 |       |
| 6    | 6    | Eric Nzikwinkunda   | BDI  | 1.47,97 |       |
| 7    | 2    | Andrés Arroyo       | PUR  | 1.53,09 |       |
| 8    | 8    | Dennick Luke        | DMA  | 1.54,30 |       |

#### Serie 6
| Rang | Baan | Atleet                  | Land | Tijd    | Bijz. |
| ---- | ---- | ----------------------- | ---- | ------- | ----- |
| 1    | 6    | Emmanuel Korir          | KEN  | 1.45,33 | Q     |
| 2    | 3    | Mateusz Borkowski       | POL  | 1.45,34 | Q     |
| 3    | 5    | Bryce Hoppel            | USA  | 1.45,64 | Q     |
| 4    | 1    | Mostafa Smaili          | MAR  | 1:46,05 |       |
| 5    | 8    | Yassine Hethat          | ALG  | 1.46,20 |       |
| 6    | 7    | Abubaker Haydar Abdalla | QAT  | 1.47,45 |       |
| 7    | 4    | Wesley Vázquez          | PUR  | 1.49,06 | SB    |
| —    | 2    | Ayanleh Souleiman       | DJI  | —       | DNS   |

### Halve finales
De eerste twee van elke halve finale kwalificeerden zich direct voor de finale (Q). Van de overgebleven atleten kwalificeerden de twee tijdsnelsten zich ook voor de finale (q).

#### Serie 1
| Rang | Baan | Atleet              | Land | Tijd    | Bijz. |
| ---- | ---- | ------------------- | ---- | ------- | ----- |
| 1    | 3    | Patryk Dobek        | POL  | 1.44,60 | Q     |
| 2    | 6    | Emmanuel Korir      | KEN  | 1.44,74 | Q     |
| 3    | 5    | Jesús Tonatiú López | MEX  | 1.44,77 |       |
| 4    | 9    | Eliott Crestan      | BEL  | 1.44,84 | PB    |
| 5    | 4    | Bryce Hoppel        | USA  | 1.44,91 |       |
| 6    | 2    | Abdessalem Ayouni   | TUN  | 1.44,99 | NR    |
| 7    | 7    | Charlie Hunter      | AUS  | 1.46,73 |       |
| 8    | 8    | Abdelati El Guesse  | MAR  | 1.46,85 |       |

#### Serie 2
| Rang | Baan | Atleet            | Land | Tijd    | Bijz. |
| ---- | ---- | ----------------- | ---- | ------- | ----- |
| 1    | 6    | Peter Bol         | AUS  | 1.44,11 | Q, AR |
| 2    | 5    | Clayton Murphy    | USA  | 1.44,18 | Q     |
| 3    | 7    | Gabriel Tual      | FRA  | 1.44,28 | q, PB |
| 4    | 4    | Adrián Ben        | ESP  | 1.44,30 | q     |
| 5    | 8    | Daniel Rowden     | GBR  | 1.44,35 | SB    |
| 6    | 9    | Michael Saruni    | KEN  | 1.44,55 | SB    |
| 7    | 3    | Marco Arop        | CAN  | 1.44,90 |       |
| 8    | 2    | Mateusz Borkowski | POL  | 1.46,54 |       |

#### Serie 3
| Rang | Baan | Atleet                | Land | Tijd    | Bijz. |
| ---- | ---- | --------------------- | ---- | ------- | ----- |
| 1    | 6    | Ferguson Rotich       | KEN  | 1.44,04 | Q     |
| 2    | 8    | Amel Tuka             | BIH  | 1.44,53 | Q, SB |
| 3    | 4    | Elliot Giles          | GBR  | 1.44,74 |       |
| 4    | 7    | Oussama Nabil         | MAR  | 1.46,42 |       |
| 5    | 2    | Jeff Riseley          | AUS  | 1.47,17 |       |
| 6    | 9    | Pierre-Ambroise Bosse | FRA  | 1.48,62 |       |
| 7    | 5    | Isaiah Jewett         | USA  | 2.38,12 |       |
| 8    | 3    | Nijel Amos            | BOT  | 2.38,49 | qR    |

### Finale
| Rang   | Baan | Atleet          | Land | Tijd    | Bijz. |
| ------ | ---- | --------------- | ---- | ------- | ----- |
| Goud   | 4    | Emmanuel Korir  | KEN  | 1.45,06 |       |
| Zilver | 6    | Ferguson Rotich | KEN  | 1.45,23 |       |
| Brons  | 3    | Patryk Dobek    | POL  | 1.45,39 |       |
| 4      | 8    | Peter Bol       | AUS  | 1.45,92 |       |
| 5      | 7    | Adrián Ben      | ESP  | 1.45,96 |       |
| 6      | 2    | Amel Tuka       | BIH  | 1.45,98 |       |
| 7      | 1    | Gabriel Tual    | FRA  | 1.46,03 |       |
| 8      | 9    | Nijel Amos      | BOT  | 1.46,41 |       |
| 9      | 5    | Clayton Murphy  | USA  | 1.46,53 |       |

1896: Teddy Flack ·
1900: Alfred Tysoe ·
1904: Jim Lightbody ·
1908: Mel Sheppard ·
1912: Ted Meredith ·
1920: Albert Hill ·
1924: Douglas Lowe ·
1928: Douglas Lowe ·
1932: Tommy Hampson ·
1936: John Woodruff ·
1948: Mal Whitfield ·
1952: Mal Whitfield ·
1956: Tom Courtney ·
1960: Peter Snell ·
1964: Peter Snell ·
1968: Ralph Doubell ·
1972: Dave Wottle ·
1976: Alberto Juantorena ·
1980: Steve Ovett ·
1984: Joaquim Cruz ·
1988: Paul Ereng ·
1992: William Tanui ·
1996: Vebjørn Rodal ·
2000: Nils Schumann ·
2004: Joeri Borzakovski ·
2008: Wilfred Bungei ·
2012: David Rudisha ·
2016: David Rudisha ·
2020: Emmanuel Korir ·
2024: Emmanuel Wanyonyi